# Mesometopa esmarki
Mesometopa esmarki is een vlokreeftensoort uit de familie van de Stenothoidae. De wetenschappelijke naam van de soort is voor het eerst geldig gepubliceerd in 1871 door Boeck.